# Sjorren (scouting)

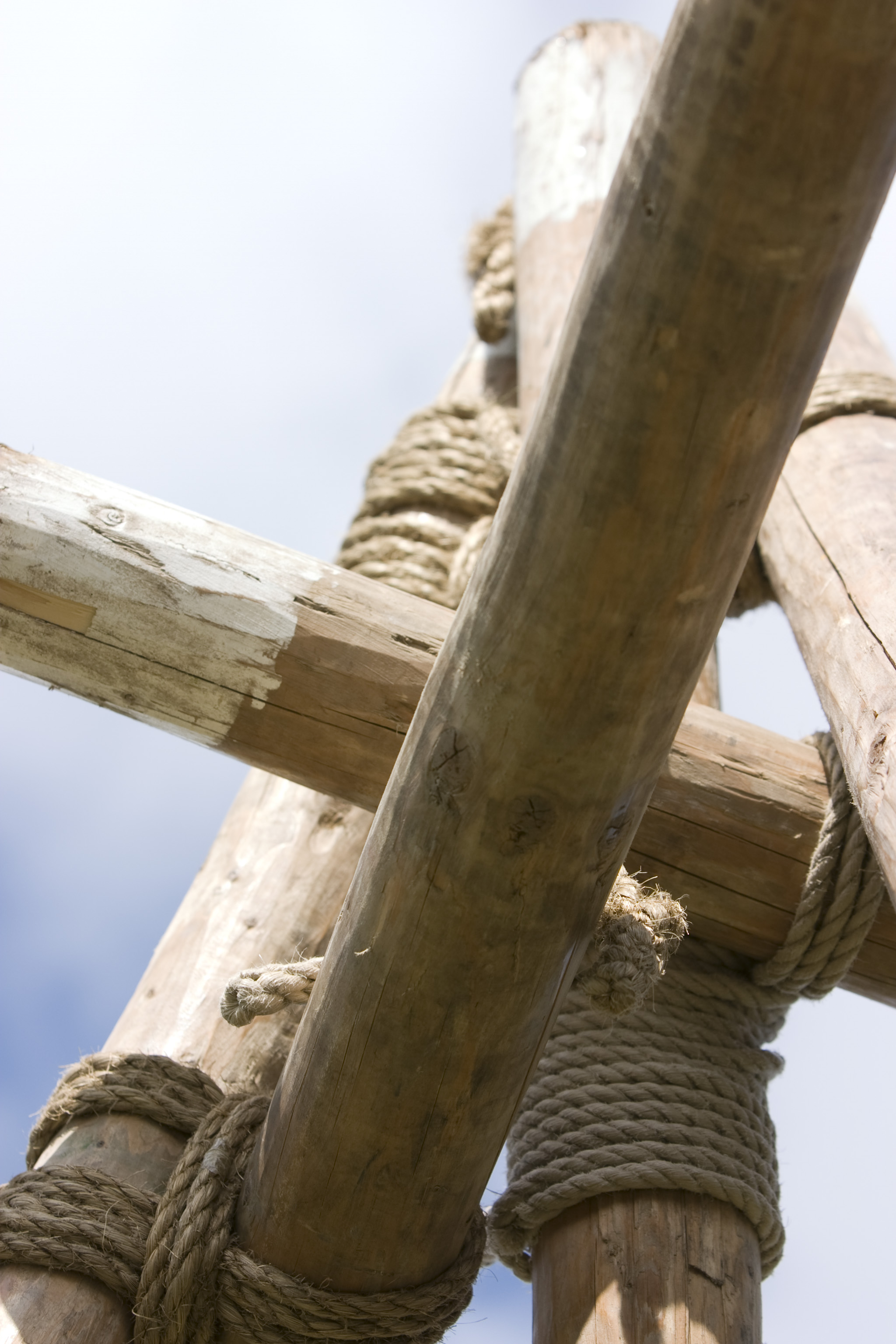
Een gesjorde constructie

Sjorren of pionieren is het maken van bouwwerken met behulp van touw en houten palen. Pioniers betraden vaak als eersten nieuw land en moesten zich vaak beperken tot eenvoudige middelen bij het maken van bruggen en kampen.
Sjorren is de term die in Vlaanderen steevast gebruikt wordt, pionieren is de Nederlandse term.
Ook bij Scouting wordt sjorren nog steeds toegepast en al bij jongere speltakken aangeleerd. De toepassingen gaan van nuttige zaken zoals tafels, keukens, vuren om te koken of een hudo, ladders etc. tot torens en speelobjecten waaronder schommels, draaimolens en wippen.

## Basisknopenbij sjorren/pionieren

### Knopen rond palen
- Mastworp
- Paalsteek
- Timmersteek

### Knopen enkel met touw
- Oudewijvenknoop (foute variant van platte knoop)
- Platte knoop (verbinden van 2 touwen)
- Schootsteek (verbinden van 2 touwen met verschillende dikte)
- Slipsteek (variant van Halve steek)
- Trompetsteek (voor het inkorten van touw)
- Vissersknoop (verbinden van 2 touwen, makkelijker los te krijgen)

## Basissjorringen
- Achtsjorring - Voor het maken van een twee- of driepikkel.
- Diagonaalsjorring - Voor het aan elkaar verbinden van twee diagonaal kruisende palen.
- Kruissjorring - Voor het aan elkaar verbinden van twee kruisende palen.
- Polypedestrasjorring (ook wel Klaverbladsjorring) - Voor het maken van een drie-, vier-, vijf- of meerpikkel.
- Steigersjorring - Voor het in lengte aan elkaar verbinden van twee balken.
- Vorksjorring - Voor het aan elkaar verbinden van twee palen die in een vork komen te staan.